# Gle Lhokmancang
Gle Lhokmancang är en kulle i Indonesien.   Den ligger i provinsen Aceh, i den västra delen av landet, 1 700 km nordväst om huvudstaden Jakarta. Toppen på Gle Lhokmancang är 230 meter över havet.
Terrängen runt Gle Lhokmancang är varierad.Runt Gle Lhokmancang är det glesbefolkat, med 18 invånare per kvadratkilometer. I omgivningarna runt Gle Lhokmancang växer i huvudsak städsegrön lövskog.